# ژرژ هلبوک
ژرژ هلبوک (انگلیسی: Georges Hellebuyck; ۲۱ اوت ۱۸۹۰ – ۲۰ فوریهٔ ۱۹۷۵) قایقران، و قایقران قایق بادبانی اهل بلژیک بود.